# Гопко, Евгений Артурович
Евге́ний Арту́рович Го́пко (укр. Євген Артурович Гопко; 5 января 1991, Кольчино, Мукачевский район, Закарпатская область, Украинская ССР, СССР) — немецкий футболист, защитник клуба «Ворматия Вормс».

## Клубная карьера
Выступал за юношескую команду киевского «Динамо», после выступал в ДЮФЛ за ужгородское ДЮСШ-1 и мукачевскую «Искру». Затем играл в Германии за молодёжные команды — «Остофен» и «Нойхаузен». С 2006 года по 2009 год выступал за «Майнц 05». В сезоне 2008/09 вместе с командой стал победителем юношеской Бундеслиги.
3 октября 2009 года дебютировал в основе «Майнца» в чемпионате Германии в домашнем матче против «Хоффенхайма» (2:1), Гопко вышел на замену на 57 минуте вместо Мирослава Каргана.

## Карьера в сборной
Вскоре после его дебюта в Бундеслиги его пригласили в сборную Германии до 19 лет. 18 ноября 2009 года дебютировал в сборной в товарищеском матче против Шотландии (0:0), Гопко вышел на замену в перерыве вместо Тобиаса Рюле.